# Investitore istituzionale
Un investitore istituzionale è un operatore economico (può essere società privata o ente a controllo pubblico) di intermediazione finanziaria che effettua considerevoli investimenti in maniera sistematica e cumulativa, disponendo di ingenti possibilità finanziarie prevalentemente affidategli . Dagli scopi dell'acquisizione di titoli (quotati o meno) deve essere esclusa la loro rivendita al pubblico indistinto.

## Classificazione
Della categoria degli investitori istituzionali fanno parte, in linea di massima:
- società assicurative;
- banche;
- società di gestione del risparmio;
- istituti di credito o altri operatori finanziari professionali che operino per proprio conto o nell'ambito di un mandato di gestione per conto di loro clienti, anche privati;
- organismi di investimento collettivo, quali fondi di investimento o fondi pensione;
- enti pubblici territoriali;
- holding finanziarie, quando dispongano di una reale sostanza, una struttura e un'attività proprie, distinte da quelle dei propri azionisti, e detengano interessi finanziari rilevanti;
- le cosiddette holding familiari, a condizione che si tratti di società tramite le quali una famiglia o un ramo di una famiglia detenga interessi finanziari rilevanti.
- fondazioni

## Importanza economica
Dagli anni 1990 l'entità economica degli investitori istituzionali ha registrato un incremento considerevole, portandoli a gestire un capitale equivalente al Pil mondiale